# Ентайдель
Ентайде́ль — невеликий піщаний острів в Червоному морі в архіпелазі Дахлак, належить Еритреї, адміністративно відноситься до району Дахлак регіону Семіен-Кей-Бахрі.

## Географія
Розташований на північний захід від острова Нора. Має краплеподібну, видовжену з півночі на південь, форму. Довжина 1,4 км, ширина до 600 м. Острів облямований кораловими рифами.